# Senciîți, Zaricine
Senciîți (în ucraineană Сенчиці) este localitatea de reședință a comunei Senciîți din raionul Zaricine, regiunea Rivne, Ucraina.

## Demografie
Componența lingvistică a localității Senciîți
     Ucraineană (99,53%)
     Alte limbi (0,47%)
Conform recensământului din 2001, majoritatea populației localității Senciîți era vorbitoare de ucraineană (99,53%), existând în minoritate și vorbitori de alte limbi.